# فليستيه دي لامنيه
فليستيه دي لامنيه، (بالفرنسية: Félicité Robert de Lamennais)، (عاش 19 يونيو، 1782-27 فبراير، 1854)، هو أديب وباحث ومفكر وقسيس وفيلسوف فرنسي. أحدث ثورة في الفكر الأدبي في النصف الأول من القرن التاسع عشر، وترك أثراً كبيراً لدى معاصريه من كبار الأدباء أمثال؛ الفيكونت دوشاتوبريان، وفيكتور هوغو الذي قال فيه: «أول مرة تُعزّز النفحة الربانية في فرنسا، فقد أسهم لامنيه بقوة في تحريك المشاعر الدينية ووجّه ذوق العصر نحو فكرة الأبدية».

## سيرته
ولد لامنيه في سان مالو شمال غربي فرنسا عام 1782، وبدأ طريقه بعيداً عن مهنة والده التاجر، فقد درس الرياضيات في معهد سان مالو 1804- 1805، ثم تفرغ لعلم اللاهوت وحصل على أولى درجات الكهنوتية عام 1809، ثم أصبح قساً عام 1816 وصُنِّف في البداية بين المدافعين عن الكاثوليكية وأنصار التيار الديني الاجتماعي. إلا أنه كان يطمح إلى ديانة قريبة من الإنجيل لا تعرف تواطؤ السلطتين الروحانية والدنيوية
وبعيداً عن الشعور الديني الآلي الذي يؤدي إلى الفتور.
أحدث كتـاب لامنيه «بحث حول اللامبالاة في شؤون الدين» (1817- 1823) هزة في الأوساط الأدبية؛ إذ دعا إلى صحوة الفكر من خمول بعد أن غفا، نتيجة الإلحاد الذي أوصلته إليه فلسفة القرن الثامن عشر. وكان دافعه في ذلك السعي إلى الحرية الحقيقية فقد أراد كنيسة حرة في دولة حرة، لذا انضم بعد ثورة يوليو 1830 بحماس كبير إلى الفكر الحر وألصق بصحيفة «لافنير» التي كان يديرها كلمتي «الإله والحرية»، وبدأ يدافع عن الحرية بكل أنواعها السياسية والدينية والتعليمية والإعلامية وحرية الشعوب المقهورة وسيادتها مستقطباً اهتمام الأدباء من معاصريه.
وقد طرح في كتابه «كلمات مؤمن»،(1834)عقيدة متحررة لم يجرؤ على طرحها أحد قبله. فقد حمل رسالة محبة
وعدالة تنبئ بمستقبل أفضل وقدّم صورة رمزية عن بؤس الإنسان الذي يعيش حياة المنفى على الأرض وفي أعماقه حنين إلى وطنه السماوي قائلاً: «عندما يسود الكذب على الأرض يزداد العنف وتكثر الجرائم وتنتشر الأمراض. والناس سواسية خُلقوا لعبادة إله واح ومن يقول بخلاف ذلك يجدّف على الله». لم يبحث لامنيه عن انشقاق، إلا أن ابتعاده عن الأرثوذكسية فرض قطيعته مع الكنيسة وإدانته، فذاق مرارة العزلة والنفي من دون أن يتراجع عن موقفه، وانضم إلى حزب الجمهوريين ونشر عام 1837 «كتاب الشعب» كما نشر «الاستعباد الحديث» (1839)، ودخل السجن عام 1841 وبقي فيه عاماً بسبب مقالة حول الوطن والحكومة؛ مما أكسبته شعبية الجمعية الوطنية وعضويتها عام 1848. لم يتأثر لامنيه بالأحكام المسبقة والرأي السائد في عصره إزاء الشرق والإسلام، إذ أثار هذان الموضوعان اهتمام الأدباء المعاصرين على الصعيدين الأدبي (سحر الشرق وتحليق المخيلة في عالم ألف ليلة وليلة)، والديني (إحياء التعصب وذكرى الحروب الصليبية). فقد أدلى لامنيه برأي مغاير في كتابه «بحث
حول اللامبالاة» إذ قال: «أنا لا أقول إن هذه الأرض القديمة بتاريخها والتي سَمع الإنسان فيها صوت الإله أول مرة وتلقّى شرائعه خالية من الأخطاء ولكن وسط الخرافات التي ولّدتها الأهواء البشرية وأسهم في تنميتها تعجرف العقل، تمّ الحفاظ على الحقائق الأولية بصورة أفضل مما عليه خارج هذه الأرض، فإلى الشرق ذهب كبار عباقرة اليونان مثل فيثاغورس وأفلاطون لتأمل هذه الحقائق والإقرار بها». ودفاعاً عن هذه الحقيقة الأولية أضاف: «إن التحول من المحمدية إلى المسيحية أو من المسيحية إلى المحمدية ليس سوى التخلي عن المظهر الخارجي للدين واتخاذ مظهر آخر». ولم يخف إعجابه عندما قال: «هذه هي المرة الأولى التي أسمع فيها عن فضائل محمد الكبرى». ولكن لم تثر شخصية الرسول محمد ﷺ فضوله إلا بقدر ما قاله عن الله فقد أراد فهم «كلام الله الذي أورده نبي العرب في القرآن الكريم».
وعندما اعتزل لامنيه العالم بدأ تعلم اللغة العربية وقرأ ترجمة القرآن الكريم لجورج سيل الصادرة في لندن عام 1764. وتوقف عند سورة البقرة مستشهداً بالآية 87 في كتابه: ﴿وَلَقَدْ آتَيْنَا مُوسَى الْكِتَابَ وَقَفَّيْنَا مِنْ بَعْدِهِ بِالرُّسُلِ وَآتَيْنَا عِيسَى ابْنَ مَرْيَمَ الْبَيِّنَاتِ وَأَيَّدْنَاهُ بِرُوحِ الْقُدُسِ أَفَكُلَّمَا جَاءَكُمْ رَسُولٌ بِمَا لَا تَهْوَى أَنْفُسُكُمُ اسْتَكْبَرْتُمْ فَفَرِيقًا كَذَّبْتُمْ وَفَرِيقًا تَقْتُلُونَ ۝٨٧﴾ [البقرة:87]. استاء لامنيه من النزاعات حول مسائل ما وراء الطبيعة التي تشوش الفكر وتجعل من الدين قضية فردية، وأراد الأخذ بدعوة جان جاك روسو إلى التسامح الديني وحرية الإيمان واحترام العبادات الأخرى، وبقوله إن الديانات كلها جيدة وليبق كل واحدٍ على دينه. لكن لامنيه رأى أن التعصب المتشدد يستبعد ويلغي بالضرورة كل الديانات الأخرى. آمن لامنيه بحقيقتين: وجود الإله وقوة الطبيعة، وطالب عصره بتحكيم العقل والإمعان في التفكير، فكل علاقة مع الإله الأبدي برأيه
إيجابية. كان يأمل أن يفتح آفاقاً جديدة تقرّب بين المؤمنين بعد تباعدهم في عصور طويلة، وقد عبّر أسلوبه عن نقاء خلقه وصفاء طبيعته.

## روابط خارجية
- فليستيه دي لامنيه على موقع الموسوعة البريطانية (الإنجليزية)
- فليستيه دي لامنيه على موقع ميوزك برينز (الإنجليزية)